# Lill-Björsjön
Lill-Björsjön är en sjö i Åre kommun i Jämtland och ingår i Indalsälvens huvudavrinningsområde.